# أليكسي ألكسندروف
أليكسي ألكسندروفيتش ألكسندروف (مواليد 1933) (بالروسية: Алексей Александрович Александров) هو عالم روسي في مجال الهندسة الحرارية.,

## مسيرته
في عام 1950 تخرج من كلية (Shipbuilding) في أرخانغلسك. في نفس العام دخل معهد هندسة الطاقة في موسكو. بعد التخرج، بقي في العمل مدرسا في قسم الأسس النظرية للهندسة الحرارية.
في عام 1985 حصل على لقب أستاذ.
في عام 2002، حصل على لقب العامل الشرفي للعلوم في الاتحاد الروسي.